# Ribeira do Amparo
Pour les articles homonymes, voir Ribeira et Amparo.
Ribeira do Amparo est une municipalité brésilienne de l'État de Bahia et la microrégion de Ribeira do Pombal.